# Stadspark (Kampen)
Het Kamper Stadspark (ook Kamper plantsoen genoemd) is een stadspark in de Nederlandse stad Kampen in Engelse landschapsstijl buiten de voormalige stadsgrens van Kampen ter hoogte van de Broederpoort en Cellebroederspoort. Deze poorten fungeren derhalve als toegangspoorten vanuit de binnenstad tot het park. Het stadspark is gelegen in het Groene Hart, een groengebied buiten het historisch stadscentrum van Kampen en waarvan ook de Stadsburgerweyden en het Engelenbergplantsoen deel uitmaken.

## Geschiedenis
In 1830 is begonnen met de aanleg van een park buiten de toenmalige stadswal van Kampen naar een ontwerp van de stadsarchitect Nicolaas Plomp.
In 1863 werd het park herontworpen door de tuin- en landschapsarchitecten Jan David Zocher en Louis Paul Zocher. In 1915 is het ontwerp van het stadspark wederom herzien, onder leiding van Leonard Springer omdat zowel het stadsziekenhuis als de hogereburgerschool de harmonie van het stadspark ernstig hadden aangetast.